# Seether
Seether je post-grunge glasbena skupina iz Južne Afrike, ki je bila ustanovljena leta 1999.
Skupina je bila ustanovljena pod imenom Saron Gas, leta 2002 pa so se ob izidu studijskega albuma z naslovom Disclaimer preimenovali v Seether.

## Diskografija
- 2000: Fragile (kot Saron Gas)
- 2002: Disclaimer
- 2004: Disclaimer II
- 2005: Karma and Effect
- 2006: One Cold Night
- 2007: Finding Beauty in Negative Spaces